# 대왕면
대왕면(大旺面)은 경기도 광주군에 있었던 행정 구역이다. 현재는 경기도 성남시 수정구 서부지역(신촌동, 고등동, 시흥동)과, 서울특별시 강남구 남부 일부 지역(일원동, 개포동 일부, 수서동, 자곡동, 세곡동)으로 되어 있다.

## 개요
경기도 광주군에 속했던 지방행정 구역으로, 『여지도서』에 의하면 조선 후기에는 17개 동리로 구성되어 있었고, 1911년 대왕면사무소가 신설 당시에는 14개 동리로 구성되었다. 현재는 경기도 성남시 수정구 지역에 편입된 성남시의 옛 행정구역이다.

## 역사
『여지도서』에는 대왕면의 명칭이 기록되어 있는데, 대왕면에 속한 마을은 노상리(路上里), 송현리(松峴里), 사촌리(沙村里), 둔촌리(遁村里), 노하리(路下里), 고산리(高山里), 신곡리(新谷里), 세천리(細川里), 지곡리(池谷里), 율현리(栗峴里), 자양동리(紫陽洞里), 수동리(水東里), 궁촌(宮村), 수서동리(水西洞里), 일원동리(逸院東里), 둔전리(屯田里), 등자리(登自里), 오야곡리(梧野谷里) 등의 17개 동리가 기록되어 있다.
이 지역은 1577년에 경기도 광주군이 목으로 승격되면서 생겼고, 1911년에 면단위의 행정체계를 강화하기 위해 대왕면사무소를 상적리에 두었고, 같은 해 11월에 자곡리로 이전하였다. 당시 관할구역은 신촌리, 오야리, 심곡리, 시흥리, 둔전리, 사송리, 금토리, 상적리, 고등리, 일원리, 수서리, 자곡리, 율현리, 세곡리였으며, 1962년 11월 21일 5개 동리[일원리, 수서리, 자곡리, 율현리, 세곡리]가 서울특별시로 편입되면서 1963년 1월 1일 9개 동리를 관할하게 되었다. 1963년에 서울특별시로 편입된 지역은 송파출장소의 관할이 되었다가 현재는 강남구에 속해있다.
1973년 7월 1일 성남시 설치에 따라 성남시 대왕출장소로 승격됨과 동시에 9개 법정동을 관할하였다. 1988년 7월 1일 수정출장소와 중원출장소가 설치됨에 따라 기존의 낙생출장소, 돌마출장소, 대왕출장소는 폐지되었고, 대왕출장소 관할에 있던 동은 1989년 수정출장소가 수정구로 승격됨에 따라 모두 수정구에 편입되었다.

## 같이 보기
- 강남구
- 성남시
- 수정구